# Veronicastrum tubiflorum
Veronicastrum tubiflorum är en grobladsväxtart som först beskrevs av Fisch. och Mey., och fick sitt nu gällande namn av J. Soják. Veronicastrum tubiflorum ingår i släktet kransveronikor, och familjen grobladsväxter. Inga underarter finns listade i Catalogue of Life.